# Brush Creek (Oklahoma)
Brush Creek è un census-designated place (CDP) degli Stati Uniti d'America, situato nello stato dell'Oklahoma, nella contea di Delaware.